# Оше-сюр-Ванде
Оше-сюр-Ванде (фр. Auchay-sur-Vendée) — муніципалітет у Франції, у регіоні Пеї-де-ла-Луар, департамент Вандея. Оше-сюр-Ванде утворено 1 січня 2017 року шляхом злиття муніципалітетів Озе i Ше. Адміністративним центром муніципалітету є Озе. Населення — 1134 особи (01.01.2021).